# Louis van de Sande
Louis van de Sande, vielmehr Petrus Aloijsius van der Sande (* 15. April 1887 in Tilburg, Niederlande; † 25. Juli 1954 in Berlin) war ein niederländischer Opernsänger (Bassbariton).

## Leben

### Herkunft und Ausbildung
Louis van de Sande erlernte den Beruf eines Anstreichers. Seine Stimme wurde in einem Männerchor in Tilburg entdeckt; seine Lehrmeister in Holland waren u. a. Henri van Groenendael, Hubert Verschuuren und der Dirigent, Organist und Chorleiter an der Kirche „Zum heiligen Herzen“ in Tilburg, Gerard Schellekens. Ab 1912 am Scharwenka-Konservatorium in Berlin wurde er u. a. durch Anton Sistermans ausgebildet. Er war mit dem Pianisten Kees Heerkens befreundet, welcher ebenfalls aus Tilburg stammte und in Berlin Musik studierte; auf seine Empfehlung kam van de Sande an die Oper in Berlin.

### Karriere als Sänger
1913 debütierte Louis van de Sande als Bariton an der Berliner Hofoper in Richard Wagners Oper Lohengrin. Er erhielt zunächst einen Fünfjahresvertrag und war dann dort bis 1921 zumeist in kleineren Partien tätig. Als Wagnersänger hatte er große Erfolge.  In den Niederlanden hatte er sein Opernsängerdebüt Anfang 1914 in der Stadsschouwburg Amsterdam, wo er als Nazarener in Richard Straussens Oper Salome auftrat.
Louis van der Sande gastierte an deutschen und holländischen Bühnen. So sang er 1913 in Danzig den Wanderer im Siegfried. In Holland sang er 1914 den Hans Folz in den Meistersingern, im Oktober 1920 den Hunding in „Die Walküre“, und 1921 den Fasolt in Das Rheingold. 1917 sang er an der Berliner Hofoper in Wagners Parsifal den Titurel in Anwesenheit Kaiser Wilhelms II. Dieser war von seiner Leistung so beeindruckt, dass er ihm zur Erinnerung eine Krawattennadel aus Gold schenkte, die mit Diamanten in Form eines „W“ besetzt war.
In den zwanziger Jahren machte er eine beeindruckende Karriere als Sänger bei Opernaufführungen im Berliner Rundfunk, welche der mit ihm befreundete Sänger und Funkpionier Cornelis Bronsgeest ins Leben gerufen hatte; 1924 bereiste er mit einer von Bronsgeest geleiteten 'Wanderoper' Holland, wo er auch bei vielen anderen Gelegenheiten als Konzert- und Opernsänger sowie als Interpret von Operetten-Rollen gastierte.
Er war auch im holländischen Radio zu hören, z. B. am 14. November 1928 mit dem Prolog aus „Bajazzo“ von Leoncavallo, am Flügel begleitet von Ben Gijzel. Mehrfach trat er zusammen mit dem in Tilburg aufgewachsenen Heldentenor Jacques Urlus auf. Zuletzt war er mit diesem Sänger 1932 bei einer Aufführung von „Lohengrin“ im Berliner Rundfunk zu hören, wo er den König Heinrich, Urlus den Lohengrin sang. 1930 wurde er Gesangslehrer an der Kirchenmusikschule des Bischöflichen Ordinariats in Berlin und trat seither vor allem als Oratoriensänger in Erscheinung, gab aber noch bis in die Zeit nach dem Zweiten Weltkrieg hinein auch Gastspiele auf der Bühne.
Nach der Machtergreifung der Nationalsozialisten wurde für Louis van de Sande und andere holländische Künstler in Berlin das Leben zusehends schwerer. Sein Freund Bronsgeest musste seinen Posten beim Rundfunk räumen, sein Klavierbegleiter Gijzel wurde nach Holland zurückgeschickt. So zog auch er es vor, Deutschland zu verlassen und wieder zurück in seine Heimat zu gehen. Noch 1935 trat Louis van de Sande in seinem Heimatort Tilburg in Holland in der schouwburg auf. Erst nach dem Ende des Weltkrieges kam er wieder nach Berlin zurück, wo er bis zu seinem Tode als Gesangslehrer arbeitete. Louis van de Sande starb 1954 67-jährig in einem Berliner Krankenhaus.

### Schallplatten
Van de Sande hinterließ über 300 akustische Aufnahmen auf den Etiketten von über 30 Firmen, in erster Linie auf Polydor, aber auch auf Homocord, Kalliope, Lyrophon, Odeon; elektrische Aufnahmen auf Orchestrola, Ultraphon und Telefunken (Ensembleszene aus Aida, Juni 1932), auf Christschall und Artiphon. Der Großteil dieser Aufnahmen entstand in den Jahren 1926–1931, die meisten in holländischer, aber eine Anzahl auch in deutscher Sprache.

## Tondokumente (Auswahl)

### Kunstlied
- 13 Lieder nach Gedichten von Rellstab und Heine (Schwanengesang) – No. 12: Am Meer (Schubert) Louis van de Sande, baritone with orchestra. Clausophon 484. Date: 04.1927
- Die Winterreise – No. 5: Der Lindenbaum (Schubert) Louis van de Sande, baritone with orchestra. Adler 5476 / Elton 165 / VDH 1534 (Matr. Num: 7196). Date: 1930
- 13 Lieder nach Gedichten von Rellstab und Heine (Schwanengesang) – No. 4: Ständchen (Leise flehen meine Lieder) Louis van de Sande, baritone with orchestra. Adler 5518 / Paloma 2032 (Matr. Num: 7445). Date: 1930
- 13 Lieder nach Gedichten von Rellstab und Heine (Schwanengesang) – No. 4: Ständchen (Leise flehen meine Lieder) Louis van de Sande, Bariton Kristall 6047 (Matr. Num: C 608). Date: 1930
- Die Uhr (Loewe/Seidel) Louis van de Sande mit Klavierbegleitung. Kristall Nr. 06049 (Matr. C 012.1)
- Ständchen (Leise flehen meine Lieder) : Louis van de Sande, baritone. Electro-Musik 6047 (Matr. Num: C 608-1). Date: 1930
- Der Lindenbaum (Schubert) / Die Uhr (Loewe): L. van de Sande, Bariton mit Orchesterbegleitung. Electro-Musik No. 8004, matrix numbers 7193 and 7196, recorded around 1930[17].

### Oper
- Lied des Falstaff (Als Büblein klein) aus der Oper „Die lustigen Weiber von Winsor“ von Otto Nicolai (hier: [sic] A. Nicolai). Schallplatte Hertie No. 995. Ohne Jahr (um 1925) [vermutl. Artiphon-Matrize]
- Porterlied (Laßt mich euch fragen) aus der Oper „Martha“ von Friedrich von Flotow. Louis van de Sande, Bassbariton mit Orchesterbegleitung. Schallplatte Hertie No. 996. Ohne Jahr (um 1925) [vermutl. Artiphon-Matrize][18]
- Vater, Mutter, Schwestern, Brüder, aus der Oper “Undine” (A. Lortzing) Kammersänger L.v.d.Sande, Bariton, mit Orchesterbegleitung. Metallophon Silber Record Nr. 119 (mx. 4267)
- Blick’ ich umher. Arie aus „Tannhäuser“ von R. Wagner. Louis van de Sande, Bariton m. Orchesterbegleitung. Clausophon Electro 5165 (Matrix number 6309)
- Valentin’s Gebet, aus der Oper „Margarethe“ von Ch. Gounod. Louis van de Sande, Bariton m. Orchesterbegleitung. Clausophon Electro 5165 (Matrix number 6310 I)
- Blick’ ich umher. Arie aus „Tannhäuser“ von R. Wagner. Louis van de Sande, Bariton m. Orchesterbegleitung. Clausophon Electro 5165 (Matrix number 6309)

### Volkslied
- Aus der Jugendzeit. Lied (R. Radecke) Kammersänger L.v.d.Sande, Bariton, mit Orchesterbegleitung. Metallophon Silber Record Nr. 119 (mx. 4266)[19]
- Frisch auf, mein Volk, mit Trommelschlag (O wag' es doch nur einen Tag!) (Text von Georg Herwegh) Arbeiter-Schalmeiorchester Berlin-Niederschöneweide, Gesang : Louis van de Sande. 1928[20]
- Mein schönes Innsbruck am grünen Inn. Musik und Text von Hugo Morawetz und Adolf Denk [Donk [!] : Etikett]. Hans Burger, Tenor und Louis van de Sande, Bariton mit Orchesterbegleitung. Orchestrola Nr. 3435 (Matrix number C 1161)
- Beim Holderstrauch. Volkslied (H.Kirchner Text: C.Römer) Louis van de Sande, Bariton mit Orchesterbegleitung. Adler Electro Nr. 5450 (mx. 6730*)
- Liebessehnsucht. Lied und Walzer (H.J.Baumgart) Louis van de Sande, Bariton mit Orchesterbegleitung. Pallas Nr. 449 (Matr. No. C.842)

### Geistliches Lied, Weihnachtslied
- Arioso, Dank sei dir Herr (Händel) Louis van de Sande, Bariton ; Christschall Nr. 53 (matrix no. 03863)
- Largo (Händel) Louis van de Sande, baritone ; with violin, violoncello, harp and organ. Christschall Nr. 53 (matrix no. 03864)
- Largo (Ombrai Mai Fu) (Händel) Phonycord P-95 (mx. P-181)
- Caro Mio Ben (Giordani) Phonycord P-95 (mx. p-182) Louis van de Sande (tenor, with orch. accomp.)[21]
- Alle Jahre wieder (Fr. Silcher) Louis van de Sande, Bariton mit gemischtem Chor und Orchesterbegleitung. Brillant-Special W 6 (mx. 51 315)
- Eine Muh, eine Mäh. Weihnachts-Charakterstück (W. Lindemann) Louis van de Sande, Bariton mit gemischtem Chor und Orchesterbegleitung. Brillant-Special W 6 (mx. 51 316)

## Hörbeispiele
- Ay Ay Ay – Schlafe ein, mein blond’ Engelein (Osman Perez Freire) – Louis Van der Sande [auf Clausophon 5709]
- Ja wo kann es denn schöner sein? Rheinlied von José Armándola. Louis van de Sande, Bariton mit Orchesterbegleitung [auf Adler Electro Nr. 5577 (mx. 2077*)]
- Ich sende diese Blumen dir (MP3; 1,3 MB). Lied von Fr. Wagner. Text von A. Kühne. Louis van de Sande m. Orchesterbegleitung. Clausophon Nr. 358 (mx. 5803)
- Die Post im Walde (MP3; 1,6 MB). Lied von H.Schäffer. Louis van de Sande m. Orchesterbegleitung. Clausophon Nr. 358 (mx. 5804)

## Einzelbelege
1. ↑  Regionaal Archief Tilburg 16/311
2. ↑  Standesamt Berlin-Spandau I, Sterbeurkunde Nr. 1574 vom 26. Juli 1954
3. ↑  durch den regens chori von St. Cecilia, William I. Reijn Irish, vgl.: „Louis sang in the choir. After breaking his voice, he came into contact with William I. Reijn Irish, the director of the choir of St. Cecilia, who discovered his singing talent.“ Youtube
4. ↑  “He was taught by music master Henri van Groenendael, Hubert Verschuuren, Brother Raphael and in 1898 by music master Gerard Schellekens, organist and conductor attached to the Church of the Holy Hart in Tilburg.” Youtube
5. ↑  nederlandsmuziekinstituut
6. ↑  dutchdivas
7. ↑  Georg Droescher: Statistischer Rückblick auf die künstlerische Tätigkeit und die Personalverhältnisse während der Zeit vom 1. Januar 1886 bis 31. Dezember 1935. Elsner, Berlin 1936, S. 128
8. ↑  Gedenkboek der Wagnervereeniging. Amsterdam 1924, S. 266
9. ↑  an der “Berliner Funkstunde”, vgl. Taschenalbum »Künstler am Rundfunk« : „Ein gern gehörter Gast, besonders der Berliner Funk-Stunde, ist Louis van de Sande. Er ist einer unserer bekanntesten Bühnen-, Konzert- und Oratoriensänger und vielfach Mitwirkender in Veranstaltungen am Berliner Mikrophon.“ (S. 123)
10. ↑  vgl. wikiCornelis Bronsgeest: In den zwanziger Jahren gründete er sogar eine eigene Tourneetruppe (Bronsgeest’s Wanderoper), mit der er zwischen 1922 und 1924 vor allem in seinem Heimatland Holland sowie in Belgien auftrat. Zu den zeitweiligen Mitgliedern dieser Bühne gehörten Sänger und Sängerinnen wie Fritzi Jokl (Sopran), Frida Leider (Sopran), Jules Moes (Tenor), Leo Schützendorf (Bassbariton), Björn Talén (Tenor), Henri Angenent (Bassbariton), Louis van de Sande (Bassbariton), Emmy Bettendorf (Sopran) und Else Knepel (Mezzosopran); zu Bronsgeest vgl. auch dutchdivas
11. ↑  vgl. tijdmachinetilburg
12. ↑  vgl. Een Tilburgse bariton
13. ↑  Standesamt Berlin-Spandau I, Sterbeurkunde Nr. 1574 vom 26. Juli 1954
14. ↑  OPERA-L Archives
15. ↑  Ein Label vorwiegend für geistliche Musik, das Aufnahmen der Tri-Ergon verwendete; vgl. Aufstellung bei Lotz
16. ↑  eine Liste der Aufnahmen Van de Sandes (Plaatsingslijst van de platencollectie van Louis van de Sande te Tilburg), die im Regionalarchiv Tilburg von dem Musikkenner Ben Verschuuren und dem Dirigenten und Musikpädagogen Jan Jansen zusammengetragen wurden, bei docstoc
17. ↑  Erzeugnisse der „Electromusik-Gesellschaft m.b.H Vaihingen a.F. Stuttgart“, auch als ELTON bekannt geworden, vgl. grammophon-platten  und
18. ↑  Das Label „Hertie“ war eine Schallplatten-Billigmarke der gleichnamigen Kaufhauskette Hertie, die vorwiegend Matrizen von Artiphon verwendete, vgl. songster.de
19. ↑  Metallophon war ein Erzeugnis der L&B Lüderitz & Bauer A.G. für Buchgewerbe, Abt. Schallplatten, Berlin, um 1931/32. Es wurden Matrizen von Kalliope benutzt. Die Marke lebte kaum ein Jahr, vgl. Lotz
20. ↑  vgl. Eckhard John: „Tatsächlich ist die Herkunft der Melodie jedoch nicht bekannt. Mit ihr wurde das Lied 1928 auch vom Arbeiter-Schalmeiorchester Berlin-Niederschöneweide und Louis van de Sande (Gesang) auf Schallplatte aufgenommen und fand in den Anfangsjahren des ‚Dritten Reiches‘ vereinzelt sogar Eingang in Schulliederbücher – bevor es nach 1935 aus dem NS-Herrschaftsbereich gänzlich verschwand“.
21. ↑  Phonycord flexible war eine biegsame Schallplatte aus einem cellon-ähnlichen Kunststoff; verwendet wurden hauptsächlich Matrizen von Artiphon, vgl. mgthomas (Memento des Originals vom 13. April 2013 im Internet Archive)  Info: Der Archivlink wurde automatisch eingesetzt und noch nicht geprüft. Bitte prüfe Original- und Archivlink gemäß Anleitung und entferne dann diesen Hinweis.

| Personendaten    | Personendaten                                                               |
| ---------------- | --------------------------------------------------------------------------- |
| NAME             | Sande, Louis van de                                                         |
| ALTERNATIVNAMEN  | Sande, Petrus Aloijsius van der (Geburtsname); Sande, Peter Aloysius van de |
| KURZBESCHREIBUNG | niederländischer Opernsänger (Bassbariton)                                  |
| GEBURTSDATUM     | 15. April 1887                                                              |
| GEBURTSORT       | Tilburg, Niederlande                                                        |
| STERBEDATUM      | 25. Juli 1954                                                               |
| STERBEORT        | Berlin                                                                      |